# Julia Cagé
Julia Cagé (Metz, 17 de febrer de 1984) és una economista francesa especialitzada en economia del desenvolupament, economia política i història econòmica.
Julia Cagé té una germana bessona, Agathe, tecnòcrata i assessora de Najat Vallaud-Belkacem. Cagé va estudiar al Lycée Thiers de Marsella. De 2005 a 2010 ella i la seva bessona van estudiar a l'École Normale Supérieure de París.
Entre 2010 i 2014 va estudiar un doctorat en economia a la Universitat Harvard. El 2013 va defensar una tesi a l'Escola d'Estudis Superiors en Ciències Socials, Essays in the Political Economy of Information and Taxation, sota la direcció de Daniel Cohen. Des de juliol de 2014, Julia Cagé ha estat professora ajudant d'economia a l'Institut d'Estudis Polítics de París. El febrer de 2015, Julia Cagé va publicar Sauver les médias. Capitalisme, financement participatif et démocratie. A finals de 2016, s'havia traduït a deu idiomes.
El 2014 es va casar amb l'economista Thomas Piketty.